# I ♥ ×××
「I ♥ ×××」（アイ・ラヴ）は、大塚愛の21枚目のシングルである。2010年9月8日にavex traxよりリリースされた。

## 解説
前作から5ヶ月ぶりのリリースとなる2010年第2弾シングル。タイトル曲「I ♥ ×××」とそのインストゥルメンタルバージョンの2曲（実質1曲）のみ収録で、初回生産盤にはビデオクリップ収録のDVDが付属する。ジャケットには、「ポケット」以来5作品ぶりに大塚本人が写っていないものが使用されている。
この曲は、2010年度NHK全国学校音楽コンクール中学校の部課題曲として製作された合唱曲（編曲：上田真樹）を大塚自身の歌唱用に編曲したもので、調もヘ長調から短三度（半音3つ分）低いニ長調に変更されている。
ミュージック・ビデオは、第14回文化庁メディア芸術祭エンターテイメント部門・審査委員会推薦作品に選出された。
『みんなのうた』では、5分1曲枠で放送された。
『みんなのうた』の放送で使用されたアニメーションは保谷瑠美子が制作を手掛けた。

## 収録曲

### CD
1. I ♥ ×××
  - 作詞・作曲：愛／編曲：愛×Ikoman／弦編曲：岡村美央
  - 第77回（2010年度）「NHK全国学校音楽コンクール」中学校の部課題曲
  - NHK「みんなのうた」2010年8・9月度使用曲
2. I ♥ ×××（Instrumental）

### DVD
1. I ♥ ×××（Music Clip）